# Pelvicachromis signatus
Pelvicachromis signatus är en fiskart som beskrevs av Anton Lamboj 2004. Pelvicachromis signatus ingår i släktet Pelvicachromis och familjen Cichlidae. Inga underarter finns listade i Catalogue of Life.